# MSI Trident
MSI Trident es una línea de PC dedicada al gaming dentro del formato conocido como mini-PC, donde la empresa busca llegar a los jugadores con un tipo de equipo para altas exigencias y compacto a su vez. Por ejemplo, podemos comparar el tamaño de la MSI Trident junto al de un Xbox ONE o un PlayStation 4, sin perder el desempeño de un PC de alta gama.
Uno de los puntos fuertes de este ordenador es la posición frontal de los puertos necesarios para las gafas de realidad virtual tipo Oculus Rift o HTC VIVE, para cumplir con los nuevos estándares del entretenimiento digital.
El diseño de este ordenador compacto, sigue la estética de MSI, líneas agresivas, con toques de color rojo sobre un tono rojo, el equipo está pensado tanto para poder instalarlo horizontalmente como verticalmente, de estas dos maneras, tiene un diseño que permite introducirse como un ordenador de salón y por ello este ordenador quiere unificar la biblioteca de PC con las plataformas más conocidas como Steam, Origin y Uplay con las plataformas de videojuegos de consolas que están ya en PC, siendo estas Xbox Play Anywhere y PlayStation Now.

## Trident 3
- Procesador: Intel i5-7400 @3,0Ghz (Séptima generación)
- Chipset: X
- GPU Nvidia GTX 1050Ti

## Trident X
- Procesador: Intel i7-6700 3,4 Ghz
- Chipset: Intel H110
- GPU: NVIDIA GeForce GTX 1060 (de perfil bajo) 3 GB/ 6 GB GRRD5
- RAM: 2x DDR4 2133 MHz (ampliable a 32 GB de RAM)
- Capacidad HD: 1x M.2 SATA 128 GB + 1 TB 2.5″
- Audio: Realtek ALC1150
- Puertos: 8 USB (2x 3.1 Tipo A + 1 3.1 Tipo C + 1 3.1 Tipo Gen1 + 4 USB 2.0), 1 salida de auriculares + 1 entrad de micrófono
- Salidas de vídeo: 1 HDMI, 1 VR Link, 1 DVI
- Ruido: 30 db a plena potencia
- Potencia: 230 W
- Peso: 3.17 kg / 6.09 kg
- Dimensiones: Con soporte: 353.73 x 251.35 x 97.56 mm, sin soporte: 346.25 x 71.83 x 232.47 mm